# アカミズキ
アカミズキ Wendlandia formosana は、アカネ科の樹木。アカミミズキとも。

## 特徴
高さ3メートルほどになる常緑の低木。若枝に伏した短毛があるが、それ以外は無毛。樹皮は薄く褐色になる。葉は対生する。葉身は長さ7-20センチメートルで葉柄が1-2センチメートル。葉身は長楕円形で先端も基部も尖り、縁は滑らか。側脈は5-8対で裏面に突き出し、細脈と網状脈も裏面ではっきり見える。
花は5-6月に咲く。茎の先端に出る円錐花序は10-20センチメートルになり、多数の花をつける。花序のは短い伏せた毛が多い。苞は葉のように発達して長さ1-2センチメートル、短い柄がある。個々の花には短い柄がある。萼は鐘形で長さ1.5ミリメートル、先端は5裂し、裂片は狭卵形で先端は鈍く尖り、縁には毛がある。花冠は白で円筒形の筒状部の先端が5裂して反り返り、筒部の長さ4.5ミリメートル、花の径は1ミリメートル。雄蘂と雌しべは筒状部から少しだけ突き出る。
室果は球形で径1.5-2ミリメートルで9-10月に熟する。

## 和名のこと
和名については牧野はアカミミズキを取っており、これを赤身水木であり、概形がミズキに似ているが、樹皮が褐色であることを言ったものか、としている。これに対して永益は本種にやや似た樹木であるシロミミズ（Diplospora dubia; シノニム: Tricalysia dubia）が奄美大島でシルミミズキとも呼ばれていることに触れ、それがアカミミズキとの対比であり、材の色に基づくとの判断を示している。

## 分布と生育環境
日本では奄美大島以南の琉球列島に知られる。国外では台湾、中華人民共和国（南中央部、南東部）、ベトナムにも分布する。
低地の常緑樹林に生える。山地の伐採跡、焼け跡、河岸沿いなどによく出現し、小さな集団を作ることもある。湿沃地の指標となる。

## 分類
アカミズキ属（Wendlandia）は東アジアの熱帯から亜熱帯にかけて約70種が知られるが、日本には本種のみが分布する。本種に関しては中国（雲南省から広東省にかけて）およびベトナムに自生する Wendlandia formosana subsp. breviflora F.C.How という亜種も認められている

## 利用
材は淡黄褐色で、緻密で硬く耐久性がある。沖縄では棒材や杭材、挽物材などに利用される。